# آبار الطوال الأمني
آبار الطوال الأمني، هي قرية من فئة (ب) تقع في محافظة وادي الدواسر، والتابعة لمنطقة الرياض في السعودية.